# 2023 AV
Objet géocroiseur
Planète mineure
2023 AV est un petit astéroïde Apollon (de 3 à 5 m de diamètre) qui est passé à 15 551 kilomètres du centre de la Terre, soit environ 9 200 kilomètres au dessus de sa surface.
Un impact aurait été comparable à celui de 2008 TC3.